# Ophiomorus chernovi
Ophiomorus chernovi är en ödleart som beskrevs av  Anderson och Alan E. Leviton 1966. 
Ophiomorus chernovi ingår i släktet Ophiomorus och familjen skinkar. Inga underarter finns listade i Catalogue of Life.